# Franz Reisz
Franz Reisz (geboren 3. April 1909 in Wien, Österreich-Ungarn; gestorben März 1984 in New York City) war ein österreichisch-US-amerikanischer Illustrator.

## Leben
Franz Reisz arbeitete als Graphiker in Wien. Nach dem Anschluss Österreichs 1938 musste er nach Frankreich fliehen. Seiner Frau Lili gelang die Flucht in die USA, Briefe von Franz Reisz an Lili sind aus dieser Zeit erhalten. Nach der deutschen Eroberung Frankreichs 1940 wurde er im Juli 1941 in Paris verhaftet und kam in die französischen Internierungslager Beaune-la-Rolande und Meslay-du-Maine. Da das deutsche Außenministerium vom Vichy-Regime die Auslieferung von Juden verlangte, wurde Reisz am 25. Juni 1942 über das Camp de transit de Pithiviers in das KZ Auschwitz deportiert, wo er mit der Häftlingsnummer 42447 registriert wurde. Im Konzentrationslager arbeitete er in der Schreibstube.
Im Januar 1945 wurde er in das KZ Mauthausen evakuiert und im Mai im KZ Ebensee befreit.
In einem Krankenhaus in Frankreich begann er wieder künstlerisch zu arbeiten. Seine Zeichnungen und Aquarelle entstanden unter dem Eindruck des Erlebten.
Reisz emigrierte in die USA.

## Werke
- Paul Ilg: Das Mädchen der Bastille: Roman einer Kindesliebe. Rascher & Cie. A.G., Zürich 1933.
- Mirjam Singer: Benni fliegt ins Gelobte Land: ein Buch für jüdische Kinder. Mit vielen Bildern v. Franz Reisz. 1936
- Claudette Bloch u. a.: Témoinages sur Auschwitz. Vorwort Jean Cassou. Zeichnungen von François Reisz. Édition de l’Amicale des déportés d’Auschwitz, Paris 1946. Herausgeber: Fédération nationale des déportés et internés résistants et patriotes
- Sieben Männer: der Austromarxismus; eine Vortragsreihe / Friends of Austrian Labour. Zeichnungen: Franz Reisz. Price, New York 1949